# Двухполосницы
Двухполосницы или океанийские лягушки (лат. Cornufer) — род бесхвостых земноводных из семейства Ceratobatrachidae. Родовое название происходит от лат. xanthellus — «cornu» и лат. xanthellus — «носить». В ареал входят острова Меланезии и Полинезии — Палау, Фиджи, Новая Гвинея, а также острова Адмиралтейства, архипелаг Бисмарка и Соломоновы острова. 

## Классификация
На февраль 2023 года в род включают 58 видов:
- Cornufer acrochordus Brown, 1965 — Бородавчатая островница
- Cornufer aculeodactylus (Brown, 1952) — Остропалая островница
- Cornufer adiastolus (Brown at al., 2006)
- Cornufer admiraltiensis (Richards, Mack & Austin, 2007)
- Cornufer akarithymus (Brown & Tyler, 1968) — Бугорчатая островница
- Cornufer batantae (Zweifel, 1969) — Ирианская островница
- Cornufer bimaculatus (Günther, 1999)
- Cornufer boulengeri Boettger, 1892 — Островница Буланже
- Cornufer browni (Allison and Kraus, 2001)
- Cornufer bufoniformis (Boulenger, 1884) — Жабовидная лягушка
- Cornufer bufonulus (Kraus and Allison, 2007)
- Cornufer caesiops (Kraus and Allison, 2009)
- Cornufer cheesmanae (Parker, 1940) — Новогвинейская островница
- Cornufer citrinospilus (Brown, Richards & Broadhead, 2013)
- Cornufer cryptotis (Günther, 1999)
- Cornufer custos (Richards, Oliver, and Brown, 2015)
- Cornufer desticans (Brown & Richards, 2008)
- Cornufer elegans (Brown & Parker, 1970) — Элегантная двухполосница
- Cornufer exedrus Travers, Richards, Broadhead, and Brown, 2018
- Cornufer gigas (Brown & Parker, 1970) — Большая двухполосница
- Cornufer gilliardi (Zweifel, 1960) — Меланезийская островница
- Cornufer guentheri (Boulenger, 1884) — Угловатая лягушка
- Cornufer guppyi (Boulenger, 1884) — Лягушка-гурман, или широкоголовая островница
- Cornufer hedigeri Brown at al., 2015
- Cornufer heffernani (Kinghorn, 1928) — Желтолапая лягушка
- Cornufer latro (Richards, Mack & Austin, 2007)
- Cornufer macrops Brown, 1965 — Большеглазая островница
- Cornufer macrosceles (Zweifel, 1975) — Длинноногая островница
- Cornufer magnus (Brown & Menzies, 1979) — Новоирландская островница
- Cornufer malukuna (Brown & Webster, 1969) — Крапчатобрюхая лягушка
- Cornufer mamusiorum (Foufopoulos & Brown, 2004)
- Cornufer manus (Kraus and Allison, 2009)
- Cornufer mediodiscus (Brown & Parker, 1970) — Пятнистая двухполосница
- Cornufer mimicus (Brown and Tyler, 1968) — Пятнистоголовая островница
- Cornufer minutus (Brown & Parker, 1970) — Карликовая двухполосница
- Cornufer montanus (Brown & Parker, 1970) — Горная двухполосница
- Cornufer myersi (Brown, 1949) — Островница Майерса
- Cornufer nakanaiorum (Brown, Foufopoulos & Richards, 2006)
- Cornufer neckeri Brown & Myers, 1949 — Обманчивая островница
- Cornufer nexipus (Zweifel, 1975) — Новобританская островница
- Cornufer opisthodon (Boulenger, 1884) — Бугорчатоносая лягушка
- Cornufer paepkei (Günther, 2015) — Карликовая островница
- Cornufer papuensis (Meyer, 1875) — Папуанская островница
- Cornufer parilis (Brown and Richards, 2008)
- Cornufer parkeri Brown, 1965 — Карликовая островница
- Cornufer parilis (Brown & Richards, 2008)
- Cornufer pelewensis (Peters, 1867) — Микронезийская островница
- Cornufer schmidti (Brown & Tyler, 1968) — Островница Шмидта
- Cornufer solomonis Boulenger, 1884 — Большая островница
- Cornufer sulcatus (Kraus & Allison, 2007)
- Cornufer trossulus (Brown & Myers, 1949) — Малая двухполосница
- Cornufer vertebralis (Boulenger, 1887) — Дископалая двухполосница
- Cornufer vitianus (Duméril, 1853) — Фиджийская островница
- Cornufer vitiensis (Girard, 1853) — Древесная островница
- Cornufer vogti (Hediger, 1934) — Океанийская лягушка
- Cornufer weberi (Schmidt, 1932) — Бугорчатоногая островница
- Cornufer wolfi (Sternfeld, 1920) — Оливково-зелёная двухполосница
- Cornufer wuenscheorum (Günther, 2006)